# Djurgården Hockey 1972/1973
Djurgården spelade i Division 1 Norra där man kom på en tredje plats. Vilket ledde till att man fick spela Norra kvalificeringsserien, där man slutade sjua.

## Resultat
- Division 1 Norra
- 22/10	Skellefteå AIK (b)	8 - 6 (2 - 2, 2 - 2, 4 - 2)
- 26/10	Brynäs IF (h)	1 - 7 (0 - 3, 1 - 3, 0 - 1)
- 29/10	Södertälje SK (h)	1 - 4 (1 - 2, 0 - 0, 0 - 2)
- 2/11	MODO Hockey (b)	4 - 7 (2 - 2, 1 - 3, 1 - 2)
- 4/11	Timrå IK (h)	3 - 3 (1 - 1, 0 - 2, 2 - 0)
- 12/11	IF Björklöven (h)	5 - 2 (1 - 0, 4 - 1, 0 - 1)
- 16/11	IF Björklöven (b)	7 - 1 (2 - 1, 3 - 0, 2 - 0)
- 19/11	Timrå IK (b)	2 - 2 (1 - 2, 1 - 0, 0 - 0)
- 23/11	IF Tunabro (h)	9 - 2 (3 - 0, 3 - 1, 3 - 1)
- 25/11	Södertälje SK (b)	4 - 5 (1 - 1, 2 - 2, 1 - 2)
- 30/11	MODO Hockey (h)	5 - 3 (0 - 0, 2 - 3, 3 - 0)
- 3/12	Skellefteå AIK (h)	4 - 2 (1 - 0, 2 - 1, 1 - 1)
- 7/12	Brynäs IF (b)	5 - 6 (2 - 1, 1 - 2, 2 - 3)
- 10/12	IF Tunabro (b)	10 - 3 (2 - 2, 4 - 1, 4 - 0)

- SM-serien
- 11/1	AIK (h)	7 - 5 (2 - 2, 4 - 2, 1 - 1)
- 14/1	Brynäs IF (b)	1 - 5 (0 - 1, 1 - 2, 0 - 2)
- 18/1	Frölunda HC (h)	6 - 6 (1 - 1, 1 - 3, 4 - 2)
- 21/1	Timrå IK (b)	1 - 5 (1 - 1, 0 - 0, 0 - 4)
- 25/1	Södertälje SK (h)	2 - 4 (0 - 0, 0 - 2, 2 - 2)
- 28/1	Färjestads BK (b)	1 - 2 (1 - 0, 0 - 1, 0 - 1)
- 1/2	Leksands IF (h)	6 - 10 (1 - 1, 2 - 5, 3 - 4)
- 15/2	Leksands IF (b)	1 - 8 (0 - 1, 1 - 4, 0 - 3)
- 18/2	Färjestads BK (h)	5 - 3 (2 - 2, 3 - 0, 0 - 1)
- 22/2	Södertälje SK (b)	3 - 5 (0 - 1, 2 - 2, 1 - 2)
- 25/2	Timrå IK (h)	8 - 2 (3 - 0, 1 - 1, 4 - 1)
- 1/3	Frölunda HC (b)	1 - 7 (0 - 1, 0 - 4, 1 - 2)
- 4/3	Brynäs IF (h)	5 - 4 (2 - 2, 3 - 2, 0 - 0)
- 8/3	AIK (b)	3 - 6 (1 - 0, 1 - 4, 1 - 2)